# Canthidium macclevei
Canthidium macclevei är en skalbaggsart som beskrevs av Kohlmann och M. Alma Solis 2006. Canthidium macclevei ingår i släktet Canthidium och familjen bladhorningar. Inga underarter finns listade.